# Agence foncière rurale (Côte d'Ivoire)
L'Agence foncière rurale (AFOR) est un organisme gouvernemental ivoiren créé par le décret no 2016-590 du 3 août 2016. L'AFOR est placée sous la tutelle technique du ministère en charge du Développement rural et sous la tutelle financière du ministre chargé du Portefeuille de l'État. 
La création de l'AFOR répond à la volonté de l'État de Côte d'Ivoire d'accélérer le processus de sécurisation du foncier rural, afin de prévenir les nombreuses tensions et crises récurrentes liées à ce secteur stratégique.

## Missions
L'AFOR a pour mission principale la mise en œuvre de la loi no 98-750 du 23 décembre 1998 relative au domaine foncier rural, telle que modifiée par les lois no 2004-412 du 14 août 2004 et no 2013-655 du 13 septembre 2013, ainsi que de l’ensemble des textes qui y sont corrélés.  
À ce titre, l’AFOR est chargée d’exécuter les actions de sécurisation du foncier rural, notamment par la conclusion de conventions ; de mobiliser les ressources nécessaires à la mise en œuvre de ces actions ; de conseiller les pouvoirs publics sur toutes les questions liées à la gestion du domaine foncier rural ; et de prendre ou proposer toute mesure visant à faciliter l’application de la loi.Elle est également responsable du recensement et de la sécurisation du patrimoine foncier de l’État, de la requête en immatriculation des terres rurales, de la préparation des baux emphytéotiques à la signature du ministre de tutelle et de leur gestion, ainsi que de la préparation des certificats fonciers ruraux à la signature de l’autorité compétente. 
L’AFOR mène aussi des actions d’information et de sensibilisation des populations, contribue au règlement des conflits fonciers, forme les acteurs impliqués dans la mise en œuvre de la loi de 1998, et met en place le dispositif opérationnel d’application de cette loi. Elle assure la programmation, la coordination, l’animation et le suivi de toutes les actions visant à la sécurisation des terres rurales. De plus, elle met en place et gère un système d’informations foncières rurales, conserve et documente les données foncières littérales et cartographiques du domaine foncier rural, qu’elle met régulièrement à jour. Enfin, elle contribue à l’exécution d’études et de recherches pour une gestion durable des ressources foncières, et assure une veille sur le marché foncier rural,,,,,.

## Objectif
L’AFOR met en œuvre l’objectif général de la politique foncière rurale, qui est d’assurer la sécurisation foncière rurale en vue de la réduction de la pauvreté en milieu rural, du renforcement de la cohésion sociale et de la gestion durable des ressources naturelles.

## Organisation et fonctionnement
Les organes de l'Agence foncière rurale sont : le conseil de surveillance et la direction générale

### Conseil de surveillance
Le conseil de surveillance est chargé d'assurer la supervision des activités de l'AFOR, en application des orientations et de la politique de l'Etat, définies dans son domaine d'activité. Il est composé de douze membres, en majorité des représentants des ministères. II assiste et supervise la direction générale de l'AFOR dans l'exercice de ses fonctions et attributions.

### Direction générale
L'AFOR est dirigée par un directeur général nommé par décret, sur proposition du ministre chargé du Développement rural et du ministre chargé du Portefeuille de l'Etat. L'actuel directeur général est Cheick Daniel Bamba,. 